# 東涌道禁區許可證
東涌道禁區許可證是香港運輸署於2010年6月以前，發給有真正需要進入大嶼山東涌道通行的車輛用，東涌道是一條大嶼山封閉道路，在過去也被劃為臨時禁區。除在大嶼山區內路線行走的專利巴士、大嶼山的士和緊急服務車輛外，每天在上午8時至晚上6時之間使用東涌道的車輛，均須持有大嶼山封閉道路通行許可證和東涌道禁區許可證。至於重量逾5.5公噸的車輛，則不准使用東涌道。

## 廢除
隨著新東涌道興建工程完成，自2010年6月1日起，由石門甲至嶼南道起點的東涌道路段禁區經已撤銷，但仍屬於封閉道路，車輛需具有大嶼山封閉道路通行許可證方能通行。
昔日政府會在東涌道東涌石門甲入口設立禁區檢查站檢查往返車輛，現時該檢查站已經拆御。
1. ↑   (新闻稿). 運輸署. 2010-06-01  [2025-02-03]. （原始内容存档于2025-04-05）.